# Otroeda
Otroeda este un gen de molii din familia Lymantriinae.

## Specii
- Otroeda aino (Bryk, 1915)
- Otroeda cafra 	(Drury, 1782)
- Otroeda catenata 	(Jordan, 1924)
- Otroeda hesperia 	(Cramer, 1779)
- Otroeda manifesta 	(Swinhoe, 1903)
- Otroeda nerina 	(Drury, 1782)
- Otroeda papilionaris 	(Jordan, 1924)
- Otroeda permagnifica 	Holland, 1893
- Otroeda planax 	(Jordan, 1924)
- Otroeda vesperina 	Walker, 1854

## Legături externe
- en Baza de date a genului Lepidoptera la Muzeul de istorie naturală